# Het pronkstuk van Nederland
Het pronkstuk van Nederland was een Nederlands televisieprogramma uit 2018 dat de kijker liet stemmen over een Nederlands object dat het meeste gevoel van trots geeft en fungeert als pronkstuk. Het programma werd gepresenteerd door Jort Kelder en uitgezonden door AVROTROS. Het televisieprogramma werd uitgezonden in december 2017 en januari 2018.
Eerst waren er 150 objecten door deskundigen aangedragen, verdeeld over drie categorieën. Daarna werd het aantal van 150 teruggebracht naar 30, tien per categorie. Later bepaalden 1500 respondenten de winnaar in ieder van de drie categorieën. Daarna kon het publiek stemmen welk object ze als hét pronkstuk ziet.

## Uitslag
1. Plakkaat van Verlatinghe
2. Van Leeuwenhoekmicroscoop
3. De Nachtwacht

## Genomineerden

### Ontwerp
In de categorie ontwerp waren de volgende tien genomineerd:
- Bloempiramide (Delfts Blauw) (in het Rijksmuseum Amsterdam)
- nijntje van Dick Bruna
- Klomp
- Jip en Janneke
- DAF 600
- ANWB-Paddenstoel
- Spyker 60HP
- Droste-effect (Droste cacaoblik)
- Van Leeuwenhoekmicroscoop
- De gulden - serie 1980

### Erfgoed
In de categorie erfgoed waren de volgende tien genomineerd:
- Grondwetsherziening 1848
- Delfts blauw
- Vrede van Münster
- Plakkaat van Verlatinghe
- Wilhelmus
- Unie van Utrecht (1579)
- Brieven van Vincent van Gogh
- Dagboek van Anne Frank
- Boekenkist van Hugo de Groot
- Max Havelaar van Eduard Douwes Dekker

### Kunst
In de categorie kunst waren de volgende tien genomineerd:
- Het melkmeisje van Johannes Vermeer
- Zonnebloemen van Vincent van Gogh
- Meisje met de parel van Johannes Vermeer
- De aardappeleters van Vincent van Gogh
- Het vrolijke huisgezin van Jan Steen
- Panorama Mesdag van Hendrik Willem Mesdag
- De vrolijke drinker van Frans Hals
- Winterlandschap met schaatsers van Hendrick Avercamp
- De Nachtwacht van Rembrandt van Rijn
- Lucht en Water I van Maurits Cornelis Escher